# Környezeti rendszerek
Környezeti rendszerek: A Föld globális rendszere bizonyos hierarchia szerint felépülő részrendszerből áll. A környezeti rendszerek élettelen és élő természeti elemekből, valamint a társadalom által létrehozott és működtetett mesterséges elemekből állnak. A környezeti rendszerek egyik típusa az ökológiai rendszer.[]

## A környezeti rendszerek főbb csoportjai

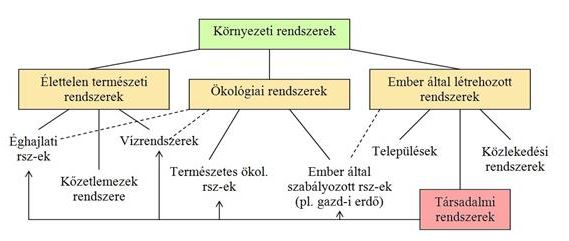
A környezeti rendszerek főbb csoportjai és az egyes csoportokba tartozó néhány jellemző rendszertípus. A szaggatott vonalak a kapcsolatokra, a nyilak a társadalom degradáló hatásaira utalnak

A környezeti rendszerek élő és élettelen elemekből álló, nyílt anyagi rendszerek. (szellemi rendszerek pl. a tudományos elméletek)
A rendszerben egységek, elemek (anyagok, tárgyak, mesterséges alkatrészek) kapcsolódnak össze, valamilyen egymásra épültség, kölcsönkapcsolat, működési kapcsolat szerint. A rendszerek ebből eredően nem statikusak, működnek és anyag- és energiaáramlással járó változásokon mennek keresztül. A rendszerek működéséhez mindig szükség van energiára, valamilyen külső hajtóerő vagy belső energiaforrás szükséges.
Az anyagi rendszerek környezetünkkel valamilyen kapcsolatban vannak, s ez a kapcsolat azok működésére is hatással van.

## Zárt és nyílt környezeti rendszerek
A zárt rendszerek energiát vesznek fel és adnak le a környezetüknek, de anyagot nem cserélnek, vagy csak elhanyagolható mennyiségben. A Földön csak ritkán fordulnak elő, maga a Föld azonban zárt rendszernek tekinthető.
Nyílt rendszerek esetén energiák és anyagok cseréje egyaránt végbemegy köztük és a környezetük között. A nyílt rendszereken keresztül lejátszódó anyag- és energia áramlás ellenére a rendszerre a szerkezet főbb tulajdonságainak fennmaradása jellemző. Tipikus nyílt rendszerek az élőlények: anyag és energiacseréjük során környezetüket módosítják, azonban saját szervezetük fő funkciói és alapvető szerkezeti tulajdonságai változatlanok maradnak.

## Információk áramlása a környezeti rendszerekben
A környezeti rendszerekben az energia és anyagok cseréje mellett információk áramlása is végbemegy. A DNS-ben hordozott genetikai információk például közvetve (az élőlények anyagcseréjén keresztül) az élettelen rendszeralkotókra is kihatnak.
A környezeti rendszerekre – fennállásuk jelentős részében – a dinamikus egyensúlyi állapot jellemző, amelynek fennmaradását a rendszerek önszabályozó képessége biztosítja.
Az önszabályozás alapja a visszacsatolás, amelynek során a rendszer kimenetének egy részét hozzáadjuk a bemenethez. A visszacsatolás lehet negatív (más néven normális, vagy stabilizáló visszacsatolás) vagy pozitív.
Negatív visszacsatolás során a kimenet egy részét a bemenetből levonjuk (előjelet változtunk). 
Negatív visszacsatolás során olyan rendszer-működés korrekció valósul meg, ami fékezi, vagy meggátolja a kiinduló állapotot módosító hatásokat:
⇒ A légkör felmelegedése ⇒ fokozott párolgás ⇒ fokozott felhőképződés  ⇒ napsugárzás nagyobb arányban verődik vissza a világűr felé ⇒ földfelszínt sugárzási veszteség éri  ⇒ megindul a légkör lehűlése ⇒ egyre alacsonyabb hőmérséklet  ⇒ felhőzet csökkenése ⇒ hőmérséklet csökkenése megáll, majd újra hőmérséklet növekedés következik be
A folyamatban a negatív visszacsatolások következtében a hőmérséklet csak egy bizonyos intervallumban változik, fenntartva az élőlények számára kedvező feltételeket.
Pozitív visszacsatolás erősíti a már beindult folyamatot, hatására a rendszer instabillá válik:
⇒ Légkör lehűlése ⇒ hó- és jégfelszín növekedése ⇒ felszín sugárzási vesztesége megnő (A fehér felszín hő- és fényvisszaverő képessége nagyobb, mint a talajfelszíné) ⇒ további lehűlés
A pozitív visszacsatolási folyamatok túlsúlya végső soron a rendszer minőségi változása miatt következik be, ami a rendszer adott formájának pusztulását jelentheti.
A természetben a negatív és a pozitív visszacsatolások ezrei működnek egy időben és egymás ellen kifejtve hatásukat. A Föld egészét tekintve a negatív visszacsatolások dominálnak, ily módon a globális földi rendszer meglehetősen stabil.[]